# 巴コーポレーション
株式会社巴コーポレーション（ともえコーポレーション 英: TOMOE CORPORATION）は、東京都中央区に本社を置く建設会社である。
1917年（大正6年）、前身の「巴組鐵工所」を創業した。1992年（平成4年）、現在の社名に変更した。
体育館など大張間構造建築のパイオニアで、同社は総合建設はもとより、立体構造物、鉄塔、橋梁、鉄骨の幅広い分野で活動している。
戦前に無柱空間を造り上げる特許技術「ダイヤモンドトラス」を開発した。“駅ナカ”と呼ばれている駅構内商業施設の建設工事では、工期短縮や安全性の向上が図れるSWORD(ソード）工法を開発した。
近年では、「東京スカイツリー」の建設にも携わっている。

## 沿革
- 1917年（大正06年）10月 - 東京・芝区琴平町に野澤一郎によって巴組鐵工所を創立
- 1923年（大正12年）08月 - 巴組鐵工所を合資会社に改組
- 1932年（昭和07年）09月 - 創業者・野澤一郎が立体構造建築「ダイヤモンドトラス」を開発
- 1934年（昭和09年）06月 - 合資会社を株式会社巴組鐵工所に改組
- 1943年（昭和18年）08月 - 東京・江東区に豊洲工場建設
- 1948年（昭和23年）04月 - 東京・銀座に事務所（1954年5月 本社に昇格）開設
- 1953年（昭和28年）06月 - 札幌出張所（1962年4月 札幌支店に昇格）開設
- 1956年（昭和31年）02月 - 大阪営業所（1959年11月 大阪支店に昇格）開設
- 1956年（昭和31年）06月 - 名古屋事務所（1978年6月 名古屋支店に昇格）開設
- 1962年（昭和37年）05月 - 北海道札幌市に札幌工場建設
- 1965年（昭和40年）05月 - 栃木県小山市に小山工場建設
- 1966年（昭和41年）02月 - 宇都宮出張所（1973年10月 宇都宮支店に昇格）開設
- 1970年（昭和45年）12月 - 仙台営業所（1978年6月 仙台支店に昇格、現在の東北支店）開設
- 1971年（昭和46年）06月 - 青森県十和田市に十和田工場建設
- 1971年（昭和46年）11月 - 東京営業所（1973年10月 東京支店に昇格）開設
- 1972年（昭和47年）02月 - 東京証券取引所第一部に昇格
- 1975年（昭和50年）06月 - 北海道札幌郡広島町（現在の北広島市）に広島工場（現在の札幌工場）建設
- 1983年（昭和58年）03月 - 北海道苫小牧市に苫小牧工場建設
- 1989年（平成元年）06月 - 千葉県君津郡袖ヶ浦町（現在の袖ケ浦市）に千葉工場（現在の千葉事業所）建設
- 1992年（平成04年）10月 - 商号を株式会社巴コーポレーションに、英文名をTOMOE CORPORATIONに改称
- 1997年（平成09年）10月 - ISO9001の認証を取得
- 2001年（平成13年）12月 - ISO14001の認証を取得
- 2002年（平成14年）09月 - 東京・江東区豊洲工場を栃木県・小山工場へ集約
- 2004年（平成16年）06月 - 東京・中央区勝どきへ本社移転
- 2006年（平成18年）04月 - 九州支店開設

## 事業所所在地
- 本社 - 〒104-0052 東京都中央区月島4-16-13
- 札幌支店 - 〒060-0042 北海道札幌市中央区大通西14-3-23 札幌泉ビル
- 東北支店 - 〒984-0042 宮城県仙台市若林区大和町2-28-1
- 宇都宮支店 - 〒321-0942 栃木県宇都宮市峰4-3-22
- 東京支店 - 〒104-0054 東京都中央区勝どき4-5-17 かちどき泉ビル
- 名古屋支店 - 〒465-0093 愛知県名古屋市名東区一社3-96 ルーブルビル2F
- 大阪支店 - 〒530-0043 大阪府大阪市北区天満2-1-31 KC-DoDoビル7F
- 九州支店 - 〒812-0012 福岡県福岡市博多区博多駅中央街8-36 博多ビル
- 青森営業所 - 〒030-0802 青森県青森市本町1-4-20
- 秋田営業所 - 〒018-0402 秋田県にかほ市平沢字坪貝49-5
- 東京営業所 - 〒135-0061 東京都江東区豊洲4-1-2
- 広島営業所 - 〒732-0057 広島県広島市東区二葉の里1-4-18 日宝二葉ビル
- 小山工場 - 〒323-0811 栃木県小山市犬塚996
- 札幌工場 - 〒061-1112 北海道北広島市共栄54-7
- 十和田工場 - 〒034-0107 青森県十和田市洞内144-17
- 大分工場 - 〒870-0018 大分県大分市豊海3-4-6
- 千葉事業所 - 〒299-0268 千葉県袖ケ浦市南袖51